# Pampa de los Guanacos
Pampa de los Guanacos är en ort i Argentina.   Den ligger i provinsen Santiago del Estero, i den norra delen av landet, 1 000 km norr om huvudstaden Buenos Aires. Pampa de los Guanacos ligger 161 meter över havet och antalet invånare är 4 393.
Terrängen runt Pampa de los Guanacos är mycket platt. Trakten runt Pampa de los Guanacos är nära nog obefolkad, med mindre än två invånare per kvadratkilometer..
I omgivningarna runt Pampa de los Guanacos växer i huvudsak lövfällande lövskog.